# Allemagne de l'Ouest aux Jeux olympiques d'hiver de 1988
La République fédérale d'Allemagne a participé aux Jeux olympiques d'hiver de 1988 à Calgary pour la sixième et dernière fois sous l'appellation usuelle « Allemagne de l'Ouest », avant la réunification.
Avec huit médailles (deux d'or, quatre d'argent et deux de bronze), les athlètes allemands emmenés par le biathlète Peter Angerer se sont placés à la huitième du classement par nations.

## Liste des médaillés allemands

### Médailles d'or
| Sport              | Discipline          | Sportifs                                     | Performance       |
| ------------------ | ------------------- | -------------------------------------------- | ----------------- |
| Médailles d'or : 2 |                     |                                              |                   |
| Combiné nordique   | Relais 3 × 10 m (H) | Thomas Müller Hubert Schwarz Hans-Peter Pohl | 1 h 20 min 46 s 0 |
| Ski alpin          | Descente (F)        | Marina Kiehl                                 | 1 min 25 s 86     |

### Médailles d'argent
| Sport                  | Discipline            | Sportifs                                             | Performance       |
| ---------------------- | --------------------- | ---------------------------------------------------- | ----------------- |
| Médailles d'argent : 4 |                       |                                                      |                   |
| Biathlon               | Relais 4 × 7,5 km (H) | Ernst Reiter Stefan Höck Peter Angerer Fritz Fischer | 1 h 23 min 37 s 4 |
| Luge                   | Solo (H)              | Georg Hackl                                          | 3 min 05 s 916    |
| Ski alpin              | Slalom (H)            | Frank Wörndl                                         | 1 min 39 s 53     |
| Ski alpin              | Slalom géant (F)      | Christa Kinshofer                                    | 2 min 07 s 42     |

### Médailles de bronze
| Sport                   | Discipline | Sportifs                          | Performance    |
| ----------------------- | ---------- | --------------------------------- | -------------- |
| Médailles de bronze : 2 |            |                                   |                |
| Luge                    | Duo (H)    | Thomas Schwab Wolfgang Staudinger | 1 min 32 s 274 |
| Ski alpin               | Slalom (F) | Christa Kinshofer                 | 1 min 38 s 40  |

## Résultats

### Biathlon
Hommes
| Épreuve      | Athlète       | Manquées 1 | Temps         | Rang |
| ------------ | ------------- | ---------- | ------------- | ---- |
| Sprint 10 km | Stefan Höck   | 3          | 27 min 26 s 2 | 26   |
| Sprint 10 km | Ernst Reiter  | 2          | 26 min 50 s 2 | 19   |
| Sprint 10 km | Fritz Fischer | 1          | 26 min 25 s 9 | 12   |
| Sprint 10 km | Peter Angerer | 2          | 26 min 13 s 2 | 10   |

| Épreuve | Athlète               | Temps         | Manquées | Temps ajusté2     | Rang |
| ------- | --------------------- | ------------- | -------- | ----------------- | ---- |
| 20 km   | Ernst Reiter          | 56 min 54 s 8 | 5        | 1 h 01 min 54 s 8 | 29   |
| 20 km   | Fritz Fischer         | 56 min 04 s 5 | 5        | 1 h 01 min 04 s 5 | 23   |
| 20 km   | Herbert Fritzenwenger | 56 min 27 s 8 | 4        | 1 h 00 min 27 s 8 | 17   |
| 20 km   | Peter Angerer         | 55 min 46 s 7 | 3        | 58 min 46 s 7     | 10   |

Relais 4 × 7,5 km hommes
| Athlètes                                             | Course     | Course            | Course                             |
| Athlètes                                             | Manquées 1 | Temps             | Rang                               |
| ---------------------------------------------------- | ---------- | ----------------- | ---------------------------------- |
| Ernst Reiter Stefan Höck Peter Angerer Fritz Fischer | 0          | 1 h 23 min 37 s 4 | Médaille d'argent, Jeux olympiques |

1Une boucle de pénalité 150 mètres par cible manquée doit être parcourue. 

2Une minute ajoutée par cible manquée.

### Bobsleigh
| Bob   | Athlètes                       | Épreuve           | Manche 1 | Manche 1 | Manche 2      | Manche 2 | Manche 3      | Manche 3 | Manche 4 | Manche 4 | Total         | Total |
| Bob   | Athlètes                       | Épreuve           | Temps    | Rang     | Temps         | Rang     | Temps         | Rang     | Temps    | Rang     | Temps         | Rang  |
| ----- | ------------------------------ | ----------------- | -------- | -------- | ------------- | -------- | ------------- | -------- | -------- | -------- | ------------- | ----- |
| FRG-1 | Anton Fischer Christoph Langen | Bob à deux hommes | 57 s 58  | 6        | 59 s 70       | 10       | 1 min 00 s 06 | 6        | 59 s 28  | 7        | 3 min 56 s 62 | 7     |
| FRG-2 | Michael Sperr Rolf Müller      | Bob à deux hommes | 57 s 47  | 5        | 1 min 00 s 09 | 16       | 1 min 00 s 42 | 11       | 59 s 86  | 14       | 3 min 57 s 84 | 11    |

| Bob   | Athlètes                                                    | Épreuve             | Manche 1 | Manche 1 | Manche 2 | Manche 2 | Manche 3 | Manche 3 | Manche 4 | Manche 4 | Total         | Total |
| Bob   | Athlètes                                                    | Épreuve             | Temps    | Rang     | Temps    | Rang     | Temps    | Rang     | Temps    | Rang     | Temps         | Rang  |
| ----- | ----------------------------------------------------------- | ------------------- | -------- | -------- | -------- | -------- | -------- | -------- | -------- | -------- | ------------- | ----- |
| FRG-1 | Michael Sperr Olaf Hampel Florian Cruciger Rolf Müller      | Bob à quatre hommes | 57 s 58  | 19       | 58 s 04  | 13       | 56 s 41  | 4        | 58 s 14  | 15       | 3 min 50 s 17 | 14    |
| FRG-2 | Anton Fischer Franz Nießner Uwe Eisenreich Christoph Langen | Four-man            | 57 s 02  | 9        | 57 s 75  | 10       | 56 s 71  | 11       | 58 s 07  | 12       | 3 min 49 s 55 | 11    |

### Combiné nordique
Hommes individuel
Épreuves:
- Saut à ski, tremplin normal (Deux meilleurs sauts sur trois)
- Ski de fond 15 km (Retards au débart basés sur les résultats du saut à ski)

| Athlète          | Épreuve    | Saut à ski | Saut à ski | Ski de fond  | Ski de fond   | Total   | Total |
| Athlète          | Épreuve    | Points     | Rang       | Part à       | Temps         | Points  | Rang  |
| ---------------- | ---------- | ---------- | ---------- | ------------ | ------------- | ------- | ----- |
| Hermann Weinbuch | Individuel | 179,6      | 39         | 5 min 26 s 0 | 44 min 26 s 4 | 387,390 | 29    |
| Thomas Müller    | Individuel | 190,4      | 31         | 4 min 14 s 0 | 44 min 02 s 7 | 390,945 | 25    |
| Hans-Peter Pohl  | Individuel | 204,3      | 15         | 2 min 41 s 4 | 44 min 23 s 9 | 387,775 | 28    |
| Hubert Schwarz   | Individuel | 219,2      | 2          | 1 min 02 s 0 | 42 min 35 s 8 | 403,980 | 13    |

Hommes par équipes
Trois participants par équipe.
Épreuves:
- Saut à ski, tremplin normal (Trois sauts par athlète par tour, les deux meilleurs sont comptés)
- Ski de fond 10 km (Retards au débart basés sur les résultats du saut à ski)

| Athlètes                                     | Saut à ski | Saut à ski | Ski de fond  | Ski de fond       | Total                          |
| Athlètes                                     | Points     | Rang       | Start at     | Temps             | Rang                           |
| -------------------------------------------- | ---------- | ---------- | ------------ | ----------------- | ------------------------------ |
| Thomas Müller Hans-Peter Pohl Hubert Schwarz | 629,8      | 1          | 0 min 00 s 0 | 1 h 20 min 46 s 0 | Médaille d'or, Jeux olympiques |

### Hockey sur glace

#### Groupe B
Les trois meilleures équipes (en bleu) de chaque groupe vont au tour final.
|                      | Joués | Gagnés | Perdus | Nuls | Buts pour | Buts contre | Points |
| -------------------- | ----- | ------ | ------ | ---- | --------- | ----------- | ------ |
| Union soviétique     | 5     | 5      | 0      | 0    | 32        | 10          | 10     |
| Allemagne de l'Ouest | 5     | 4      | 1      | 0    | 19        | 12          | 8      |
| Tchécoslovaquie      | 5     | 3      | 2      | 0    | 23        | 14          | 6      |
| États-Unis           | 5     | 2      | 3      | 0    | 27        | 27          | 4      |
| Autriche             | 5     | 0      | 4      | 1    | 12        | 29          | 1      |
| Norvège              | 5     | 0      | 4      | 1    | 11        | 32          | 1      |

- Allemagne de l'Ouest 2-1 Tchécoslovaquie
- Allemagne de l'Ouest 7-3 Norvège
- Autriche 1-3 Allemagne de l'Ouest
- Allemagne de l'Ouest 3-6 Union soviétique
- Allemagne de l'Ouest 4-1 États-Unis

#### Tour final
Les trois meilleures équipes d'un groupe jouent contre les trois meilleures équipes de l'autre groupe.
|                      | Joués | Gagnés | Perdus | Nuls | Buts pour | Buts contre | Points |
| -------------------- | ----- | ------ | ------ | ---- | --------- | ----------- | ------ |
| Union soviétique     | 5     | 4      | 1      | 0    | 25        | 7           | 8      |
| Finlande             | 5     | 3      | 1      | 1    | 18        | 10          | 7      |
| Suède                | 5     | 2      | 1      | 2    | 15        | 16          | 6      |
| Canada               | 5     | 2      | 2      | 1    | 17        | 14          | 5      |
| Allemagne de l'Ouest | 5     | 1      | 4      | 0    | 8         | 26          | 2      |
| Tchécoslovaquie      | 5     | 1      | 4      | 0    | 12        | 22          | 2      |

- Finlande 8-0 Allemagne de l'Ouest
- Canada 8-1 Allemagne de l'Ouest
- Suède 3-2 Allemagne de l'Ouest

Composition de l'équipe
- Ron Fischer
- Udo Kiessling
- Horst-Peter Kretschmer
- Dieter Medicus
- Andreas Niederberger
- Harold Kreis
- Manfred Schuster
- Manfred Wolf
- Christian Brittig
- Peter Draisaitl
- Georg Franz
- Dieter Hegen
- Georg Holzmann
- Peter Obresa
- Roy Roedger
- Peter Schiller
- Helmut Steiger
- Gerd TManchetschka
- Bernd TManchetschka
- Joachim Reil
- Helmut de Raaf
- Josef Schlickenrieder
- Karl Friesen
- Entraîneur: Xaver Unsinn

### Luge
Hommes
| Athlète              | Manche 1 | Manche 1 | Manche 2 | Manche 2 | Manche 3 | Manche 3 | Manche 4 | Manche 4 | Total          | Total                              |
| Athlète              | Temps    | Rang     | Temps    | Rang     | Temps    | Rang     | Temps    | Rang     | Temps          | Rang                               |
| -------------------- | -------- | -------- | -------- | -------- | -------- | -------- | -------- | -------- | -------------- | ---------------------------------- |
| Max Burghardtswieser | 46 s 874 | 13       | 46 s 949 | 11       | 47 s 083 | 14       | 47 s 280 | 15       | 3 min 08 s 186 | 13                                 |
| Johannes Schettel    | 46 s 725 | 9        | 46 s 928 | 10       | 46 s 805 | 7        | 46 s 913 | 8        | 3 min 07 s 371 | 7                                  |
| Georg Hackl          | 46 s 355 | 2        | 46 s 553 | 2        | 46 s 599 | 4        | 46 s 409 | 2        | 3 min 05 s 916 | Médaille d'argent, Jeux olympiques |

Doubles hommes
| Athlètes                          | Manche 1 | Manche 1 | Manche 2 | Manche 2 | Total          | Total                               |
| Athlètes                          | Temps    | Rang     | Temps    | Rang     | Temps          | Rang                                |
| --------------------------------- | -------- | -------- | -------- | -------- | -------------- | ----------------------------------- |
| Thomas Schwab Wolfgang Staudinger | 46 s 024 | 4        | 46 s 250 | 5        | 1 min 32 s 274 | Médaille de bronze, Jeux olympiques |
| Stefan Ilsanker Georg Hackl       | 46 s 054 | 5        | 46 s 244 | 4        | 1 min 32 s 298 | 4                                   |

Femmes
| Athlète          | Manche 1 | Manche 1 | Manche 2 | Manche 2 | Manche 3 | Manche 3 | Manche 4 | Manche 4 | Total          | Total |
| Athlète          | Temps    | Rang     | Temps    | Rang     | Temps    | Rang     | Temps    | Rang     | Temps          | Rang  |
| ---------------- | -------- | -------- | -------- | -------- | -------- | -------- | -------- | -------- | -------------- | ----- |
| Veronika Bilgeri | 46 s 321 | 4        | 46 s 375 | 4        | 46 s 369 | 4        | 46 s 605 | 7        | 3 min 05 s 670 | 4     |

### Patinage artistique
Hommes
| Athlète        | CF | SP | FS | TFP  | Rang |
| -------------- | -- | -- | -- | ---- | ---- |
| Richard Zander | 9  | 17 | 11 | 23,2 | 11   |
| Heiko Fischer  | 4  | 11 | 10 | 16,8 | 9    |

Femmes
| Athlète          | CF | SP | FS | TFP  | Rang |
| ---------------- | -- | -- | -- | ---- | ---- |
| Marina Kielmann  | 12 | 11 | 10 | 19,6 | 10   |
| Claudia Leistner | 6  | 9  | 6  | 13,2 | 6    |

Paires
| Athlètes                    | SP | FS | TFP  | Rang |
| --------------------------- | -- | -- | ---- | ---- |
| Brigitte Groh Holger Maletz | 13 | 11 | 17,5 | 11   |

Dance sur glace
| Athlètes                            | CD | OD | FD | TFP  | Rang |
| ----------------------------------- | -- | -- | -- | ---- | ---- |
| Antonia Becherer Ferdinand Becherer | 9  | 9  | 9  | 18,0 | 9    |

### Patinage de vitesse
Hommes
| Épreuve  | Athlète              | Course         | Course |
| Épreuve  | Athlète              | Temps          | Rang   |
| -------- | -------------------- | -------------- | ------ |
| 500 m    | Uwe Streb            | 38 s 03        | 27     |
| 500 m    | Hans-Peter Oberhuber | 37 s 73        | 20     |
| 1 000 m  | Uwe Streb            | DSQ            | –      |
| 1 000 m  | Hans-Peter Oberhuber | 1 min 16 s 62  | 32     |
| 1 500 m  | Hansjörg Baltes      | 1 min 57 s 08  | 30     |
| 5 000 m  | Hansjörg Baltes      | 6 min 59 s 45  | 24     |
| 10 000 m | Hansjörg Baltes      | 14 min 45 s 41 | 27     |

Femmes
| Épreuve | Athlète                      | Course        | Course |
| Épreuve | Athlète                      | Temps         | Rang   |
| ------- | ---------------------------- | ------------- | ------ |
| 500 m   | Monika Gawenus-Holzner-Pflug | 40 s 53       | 7      |
| 1 500 m | Anja Mischke                 | 2 min 08 s 52 | 16     |
| 3 000 m | Anja Mischke                 | 4 min 26 s 30 | 12     |

### Saut à ski
| Athlète        | Épreuve         | Saut 1   | Saut 1 | Saut 2   | Saut 2 | Total  | Total |
| Athlète        | Épreuve         | Distance | Points | Distance | Points | Points | Rang  |
| -------------- | --------------- | -------- | ------ | -------- | ------ | ------ | ----- |
| Dieter Thoma   | Tremplin normal | 75,0 m   | 78,1   | 74,0 m   | 76,0   | 154,1  | 55    |
| Josef Heumann  | Tremplin normal | 77,0 m   | 84,3   | 80,0 m   | 92,1   | 176,4  | 31    |
| Andi Bauer     | Tremplin normal | 78,5 m   | 87,2   | 79,5 m   | 90,3   | 177,5  | 29    |
| Thomas Klauser | Tremplin normal | 80,5 m   | 94,4   | 71,0 m   | 70,7   | 165,1  | 47    |
| Josef Heumann  | Grand tremplin  | 102,0 m  | 90,7   | 95,0 m   | 76,4   | 167,1  | 36    |
| Andi Bauer     | Grand tremplin  | 103,0 m  | 94,1   | 93,5 m   | 75,8   | 169,9  | 34    |
| Peter Rohwein  | Grand tremplin  | 106,0 m  | 96,3   | 96,0 m   | 81,3   | 177,6  | 25    |
| Thomas Klauser | Grand tremplin  | 114,5 m  | 111,7  | 102,5 m  | 93,4   | 205,1  | 4     |

Grand tremplin par équipes hommes
| Athlètes                                              | Résultat | Résultat |
| Athlètes                                              | Points 1 | Rang     |
| ----------------------------------------------------- | -------- | -------- |
| Andi Bauer Peter Rohwein Thomas Klauser Josef Heumann | 559,0    | 6        |

1Quatre athlètes font deux sauts chacun. Les trois meilleurs sauts sont comptés.

### Ski alpin
Hommes
| Athlète            | Épreuve      | Course 1      | Course 2      | Total         | Total                              |
| Athlète            | Épreuve      | Temps         | Temps         | Temps         | Rang                               |
| ------------------ | ------------ | ------------- | ------------- | ------------- | ---------------------------------- |
| Peter Dürr         | Descente     |               |               | 2 min 04 s 32 | 21                                 |
| Hans-Jörg Tauscher | Descente     |               |               | 2 min 04 s 31 | 20                                 |
| Hannes Zehentner   | Descente     |               |               | 2 min 03 s 23 | 13                                 |
| Markus Wasmeier    | Descente     |               |               | 2 min 02 s 03 | 6                                  |
| Michael Eder       | Super-G      |               |               | DNF           | –                                  |
| Markus Wasmeier    | Super-G      |               |               | DNF           | –                                  |
| Peter Roth         | Super-G      |               |               | DNF           | –                                  |
| Frank Wörndl       | Super-G      |               |               | DNF           | –                                  |
| Peter Roth         | Slalom géant | DNF           | –             | DNF           | –                                  |
| Armin Bittner      | Slalom géant | 1 min 08 s 56 | 1 min 04 s 71 | 2 min 13 s 27 | 26                                 |
| Markus Wasmeier    | Slalom géant | 1 min 06 s 60 | 1 min 05 s 09 | 2 min 11 s 69 | 19                                 |
| Frank Wörndl       | Slalom géant | 1 min 06 s 10 | 1 min 03 s 12 | 2 min 09 s 22 | 8                                  |
| Peter Roth         | Slalom       | DNF           | –             | DNF           | –                                  |
| Armin Bittner      | Slalom       | DNF           | –             | DNF           | –                                  |
| Florian Beck       | Slalom       | 53 s 11       | 48 s 33       | 1 min 41 s 44 | 10                                 |
| Frank Wörndl       | Slalom       | 50 s 99       | 48 s 54       | 1 min 39 s 53 | Médaille d'argent, Jeux olympiques |

Combiné hommes
| Athlète          | Descente      | Slalom  | Slalom  | Total  | Total |
| Athlète          | Temps         | Temps 1 | Temps 2 | Points | Rang  |
| ---------------- | ------------- | ------- | ------- | ------ | ----- |
| Armin Bittner    | 1 min 55 s 42 | 42 s 82 | 42 s 82 | 99,65  | 11    |
| Markus Wasmeier  | 1 min 49 s 32 | 45 s 32 | 44 s 52 | 65,44  | 7     |
| Hannes Zehentner | 1 min 49 s 16 | 59 s 52 | 47 s 33 | 197,87 | 22    |
| Peter Dürr       | 1 min 48 s 30 | 49 s 84 | 48 s 84 | 123,92 | 17    |

Femmes
| Athlète                    | Épreuve      | Course 1      | Course 2      | Total         | Total                               |
| Athlète                    | Épreuve      | Temps         | Temps         | Temps         | Rang                                |
| -------------------------- | ------------ | ------------- | ------------- | ------------- | ----------------------------------- |
| Christina Meier-Höck       | Descente     |               |               | 1 min 29 s 30 | 21                                  |
| Michaela Gerg-Leitner      | Descente     |               |               | 1 min 27 s 83 | 13                                  |
| Regine Mösenlechner        | Descente     |               |               | 1 min 27 s 16 | 7                                   |
| Marina Kiehl               | Descente     |               |               | 1 min 25 s 86 | Médaille d'or, Jeux olympiques      |
| Marina Kiehl               | Super-G      |               |               | 1 min 21 s 11 | 13                                  |
| Michaela Gerg-Leitner      | Super-G      |               |               | 1 min 20 s 98 | 10                                  |
| Christa Kinshofer-Güthlein | Super-G      |               |               | 1 min 20 s 98 | 10                                  |
| Regine Mösenlechner        | Super-G      |               |               | 1 min 20 s 33 | 4                                   |
| Marina Kiehl               | Slalom géant | 1 min 02 s 11 | DNF           | DNF           | –                                   |
| Michaela Gerg-Leitner      | Slalom géant | 1 min 00 s 81 | DNF           | DNF           | –                                   |
| Christina Meier-Höck       | Slalom géant | 1 min 00 s 43 | 1 min 07 s 45 | 2 min 07 s 88 | 5                                   |
| Christa Kinshofer-Güthlein | Slalom géant | 59 s 98       | 1 min 07 s 44 | 2 min 07 s 42 | Médaille d'argent, Jeux olympiques  |
| Anette Gersch              | Slalom       | DNF           | –             | DNF           | –                                   |
| Christa Kinshofer-Güthlein | Slalom       | 49 s 84       | 48 s 56       | 1 min 38 s 40 | Médaille de bronze, Jeux olympiques |

Combiné femmes
| Athlète                    | Descente      | Slalom  | Slalom  | Total  | Total |
| Athlète                    | Temps         | Temps 1 | Temps 2 | Points | Rang  |
| -------------------------- | ------------- | ------- | ------- | ------ | ----- |
| Michaela Gerg-Leitner      | DSQ           | –       | –       | DSQ    | –     |
| Christa Kinshofer-Güthlein | 1 min 19 s 83 | DNF     | –       | DNF    | –     |
| Karin Dedler               | 1 min 18 s 80 | 43 s 38 | 45 s 65 | 105,18 | 14    |
| Ulrike Stanggassinger      | 1 min 17 s 92 | 42 s 68 | 43 s 93 | 71,51  | 9     |

### Ski de fond
Hommes
| Épreuve | Athlète               | Course            | Course |
| Épreuve | Athlète               | Temps             | Rang   |
| ------- | --------------------- | ----------------- | ------ |
| 15 km C | Walter Kuß            | 44 min 29 s 0     | 27     |
| 15 km C | Jochen Behle          | 43 min 59 s 7     | 23     |
| 30 km C | Stefan Dotzler        | 1 h 33 min 06 s 1 | 40     |
| 30 km C | Jochen Behle          | 1 h 30 min 08 s 3 | 23     |
| 50 km L | Walter Kuß            | DNF               | –      |
| 50 km L | Georg Fischer         | 2 h 13 min 31 s 3 | 34     |
| 50 km L | Herbert Fritzenwenger | 2 h 13 min 27 s 6 | 33     |

C = Style classique, L = Style libre
Relais 4 × 10 km hommes
| Athlètes                                                    | Course            | Course |
| Athlètes                                                    | Temps             | Rang   |
| ----------------------------------------------------------- | ----------------- | ------ |
| Walter Kuß Georg Fischer Jochen Behle Herbert Fritzenwenger | 1 h 48 min 05 s 0 | 7      |

Femmes
| Épreuve | Athlète             | Course            | Course |
| Épreuve | Athlète             | Temps             | Rang   |
| ------- | ------------------- | ----------------- | ------ |
| 5 km C  | Sonja Bilgeri       | 17 min 33 s 2     | 48     |
| 5 km C  | Birgit Kohlrusch    | 17 min 10 s 3     | 44     |
| 5 km C  | Stefanie Birkelbach | 17 min 09 s 1     | 43     |
| 5 km C  | Karin Jäger         | 16 min 28 s 0     | 28     |
| 10 km C | Sonja Bilgeri       | 35 min 07 s 0     | 44     |
| 10 km C | Karin Jäger         | 32 min 09 s 5     | 24     |
| 20 km L | Sonja Bilgeri       | DNF               | –      |
| 20 km L | Stefanie Birkelbach | 1 h 04 min 40 s 5 | 45     |
| 20 km L | Birgit Kohlrusch    | 1 h 03 min 16 s 2 | 41     |
| 20 km L | Karin Jäger         | 1 h 02 min 34 s 6 | 35     |

C = Style classique, L = Style libre
Relais 4 × 5 km femmes
| Athlètes                                                       | Course            | Course |
| Athlètes                                                       | Temps             | Rang   |
| -------------------------------------------------------------- | ----------------- | ------ |
| Stefanie Birkelbach Karin Jäger Birgit Kohlrusch Sonja Bilgeri | 1 h 05 min 48 s 6 | 11     |